# Fondation turcique de la culture et de l'héritage
La Fondation turcique pour la culture et l'héritage (en azéri : Türk Mədəniyyəti və İrsi Fondu) a été créée à l'initiative du président de la République d'Azerbaïdjan avec le soutien des présidents de la République du Kazakhstan, de la République kirghize et de la République de Turquie. La charte de la fondation a été adoptée lors du sommet de Bichkek du Conseil de coopération des États de langue turcique (Conseil turcique) le 23 août 2012.

## Histoire
Le 11 septembre 2015, lors du Sommet des chefs d'État du Conseil turcique à Astana, Günay Efendiyeva a débuté ses activités en tant que première présidente de la Fondation turcique pour la culture et l'héritage.
L'accord entre le gouvernement de la République d'Azerbaïdjan en tant que pays hôte et la Fondation turcique pour la culture et l'héritage a été signé par le ministre des Affaires étrangères Elmar Memmedyarov et la présidente de la Fondation turcique pour la culture et l'héritage Günay Efendiyeva le 8 novembre 2018. Le siège social de la Fondation est situé à Bakou, en Azerbaïdjan. Le 14 octobre 2019, le bâtiment administratif de la Fondation turcique pour la culture et l'héritage a été inauguré dans le cadre du sommet de l'Organisation turque de coopération à Bakou avec la participation des ministres des Affaires étrangères des pays membres et des observateurs et dirigeants de l'Organisation des États turciques.
Lors du sommet du Conseil turcique à Bakou en 2019, la Hongrie a rejoint la Fondation turcique pour la culture et le patrimoine en tant que pays observateur.

## Objectifs
Les objectifs de la Fondation sont de préserver, étudier et promouvoir la culture et le patrimoine turcique à travers le soutien et le financement d'activités, de projets et de programmes. La fondation pour atteindre ces objectifs :
- Fournit des outils pour préserver, protéger, restaurer et promouvoir la culture et le patrimoine turcs ;
- Aide à résoudre les problèmes scientifiques et techniques liés à la préservation, à la restauration et à la promotion de la culture et du patrimoine turcique ;
- Soutient la formation d'experts dans les domaines de la préservation, de la restauration et de la promotion de la culture et du patrimoine turcique ;
- Aide à l'organisation d'expositions ainsi que de séminaires, ateliers, conférences, congrès et études de terrain ;
- Aide à la préparation de périodiques et de publications scientifiques électroniques et imprimés ;
- Contribue à la restauration, au soutien et au développement de l'artisanat traditionnel et des arts appliqués dans les régions où vivent les peuples turciques ;
- Aide les artistes, interprètes et autres travailleurs créatifs à protéger leurs droits de propriété intellectuelle.

Drapeau de l'Organisation des États turciques.

Depuis le début de ses activités, la Fondation turcique pour la culture et l'héritage a accueilli diverses grandes conférences internationales, festivals, tables rondes, expositions et autres événements visant à préserver et à promouvoir la culture et l'héritage des peuples turciques, avec la participation de personnalités politiques de haut niveau. La multiplication des partenariats de la Fondation a conduit à la signature de protocoles d'accord avec plusieurs organisations internationales et agences gouvernementales.

## Pays membres
| Pays         | Assemblée                                          | Population (2024) | Superficie (km²) | PIB (nominal) (2024)          | PIB par habitant (nominal) (2024) |
| ------------ | -------------------------------------------------- | ----------------- | ---------------- | ----------------------------- | --------------------------------- |
| Azerbaïdjan  | Assemblée nationale de la République d'Azerbaïdjan | 10 187 539        | 86 600           | 78 749 millions de dollars    | 7 641 $                           |
| Kazakhstan   | Parlement de la République du Kazakhstan           | 19 828 165        | 2 724 900        | 296 740 millions de dollars   | 14 778 $                          |
| Kirghizistan | Cogorku Kenesh                                     | 6 823 641         | 199 900          | 13 599 millions de dollars    | 1 922 $                           |
| Turquie      | Grande Assemblée nationale de Turquie              | 86 195 701        | 783 562          | 1 113 561 millions de dollars | 11 114 $                          |

## Pays observateurs
| Pays    | Population       | Superficie (km²) | PIB (nominal)               | PIB par habitant (nominal) |
| ------- | ---------------- | ---------------- | --------------------------- | -------------------------- |
| Hongrie | 9 994 993 (2024) | 93 026 km²       | 223 413 millions de dollars | 23 319 $                   |

## Futurs pays membres possibles
| Pays         | Population (2018) | Superficie (km²) | PIB (nominal) (2018)       | PIB par habitant (nominal) (2018) |
| ------------ | ----------------- | ---------------- | -------------------------- | --------------------------------- |
| Ouzbékistan  | 32 653 900        | 447 400          | 97,956 millions de dollars | 2 666 $                           |
| Turkmenistan | 5 851 466         | 488 100          | 81 896 millions de dollars | 12 412 $                          |